# Ambassadeur de l'Union Soviétique
Pour plus de détails, voir Fiche technique et Distribution.
Posol Sovetskogo Soiouza (Посол Советского Союза) est un film soviétique réalisé par Gueorgui Natanson, sorti en 1969,.

## Synopsis
Dans un pays nordique arrive l'ambassadeur de l'Union Soviétique et c'est une femme.

## Fiche technique
- Photographie : Vladimir Nikolaiev
- Musique : Veniamin Basner
- Décors : David Vinintski
- Montage : Klavdia Moskvina